# Чонгар (село)
Чонга́р (укр. Чонгар) — село в Генической городской общине Генического района Херсонской области Украины.
Село расположено на полуострове Чонгар, является крупнейшим населённым пунктом полуострова и последним селом на трассе Харьков — Симферополь перед мостом в Крым.

## История
Село основано в 1922 году. В 1926—1928 годах на месте современного села создан участок № 40 для еврейских переселенцев, еврейский колхоз «СоцПУ» и еврейский Смидовицкий сельсовет.
В 1946 году указом ПВС УССР населённый пункт участок 40-й переименован в село Соцпуть.
В феврале—декабре 2014 года село Чонгар и близлежащая территория Чонгарского полуострова контролировались отрядами крымской самообороны и российскими войсками (см. Аннексия Крыма).
В 2016 году в Чонгаре началось строительство телекоммуникационной 150-метровой башни для организации вещания радио в FM-диапазон и цифрового телевидения на Крым и южные районы Херсонской области.
24 февраля 2022 года предположительно в 4 часа утра (из-за своей близости к Крыму и тому что там находится мосты через Сиваш) Чонгар был окуппирован ВС РФ, которые коллоной направились в направлении Херсона и Новой Каховки из анексированого Крыма.

## Население
По данным переписи 2001 года население села составляло 1431 человек, из них 59,33 % отметили родным украинский язык, 35,15 % — русский, 4,47 % — армянский, а 1,05 % — другой.

## Экономика
На территории села отсутствуют промышленные предприятия, зарегистрировано лишь ряд предприятий в сферах сельского и жилищно-коммунального хозяйства.

## Социальная сфера

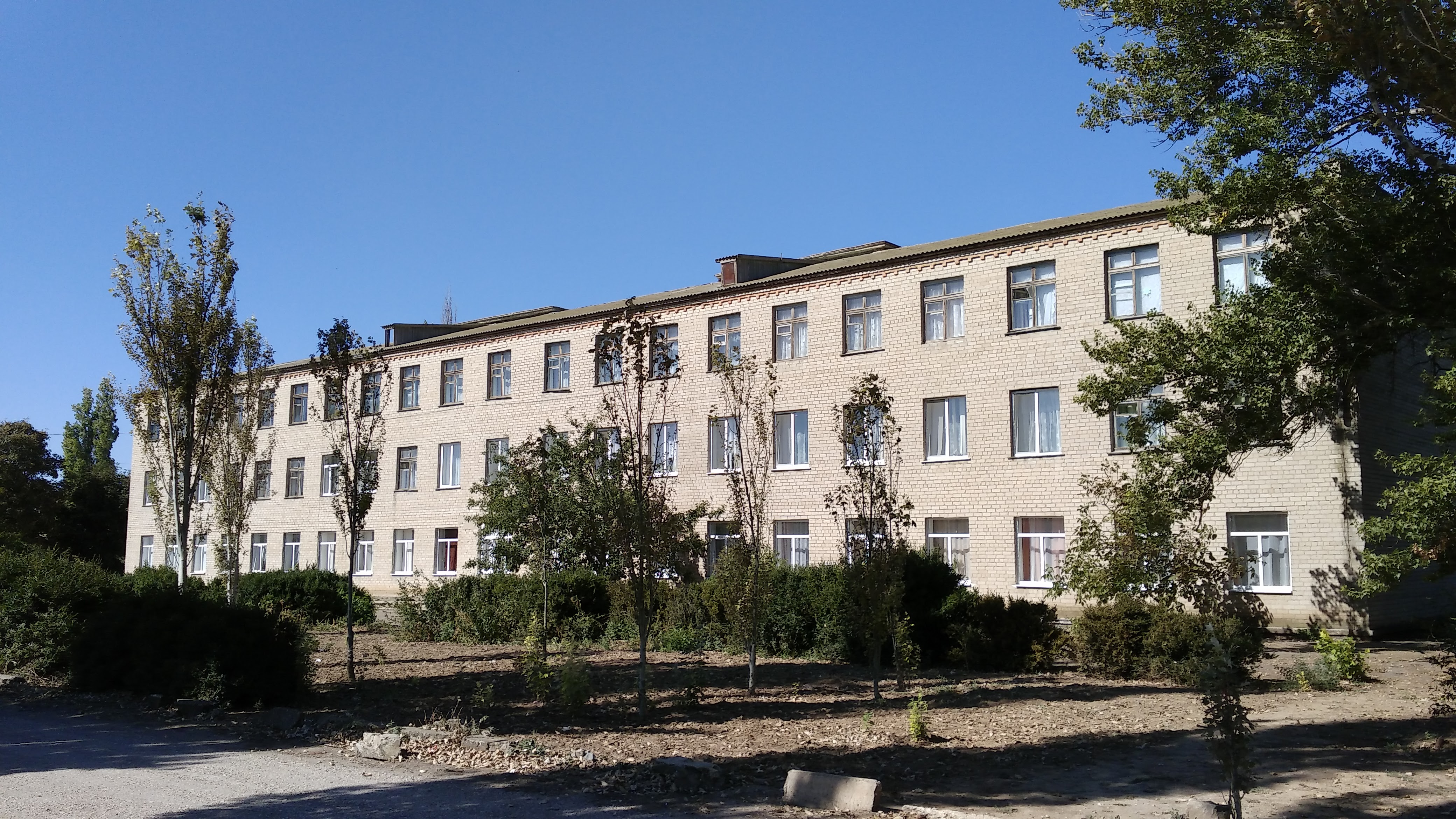
Чонгарская общеобразовательная школа

В селе действуют общеобразовательная школа I—III ступеней, рассчитанная на 450 мест, детский сад «Красная шапочка», Чонгарская сельская амбулатория, библиотека.
Спортивная инфраструктура представлена футбольным полем, спортивной площадкой, помещением для спортивных занятий и спортивным залом Чонгарской общеобразовательной школы.

## Культура

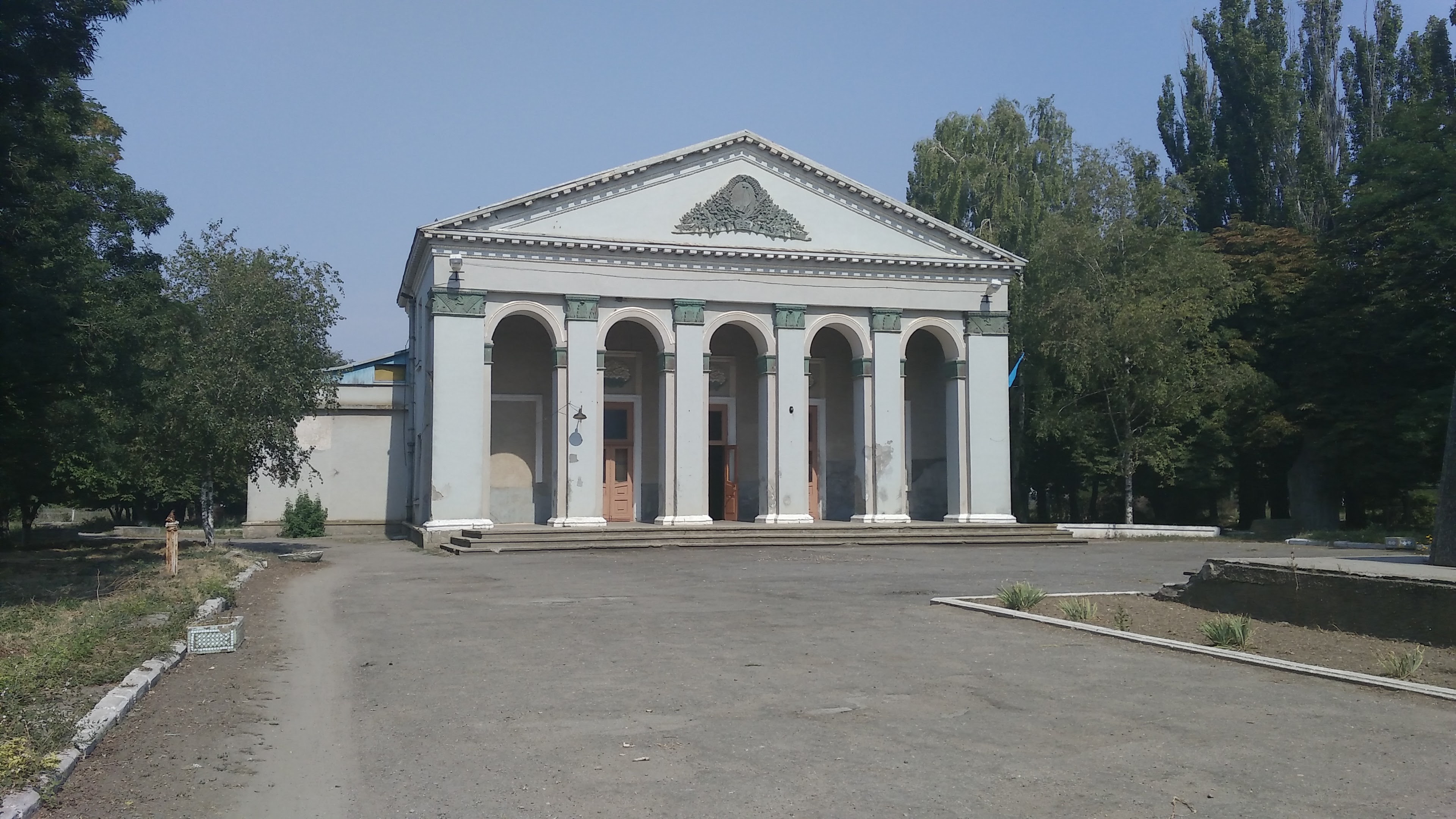
Чонгарский сельский дом культуры

- Народная студия декоративной росписи «Чонгар-сад»

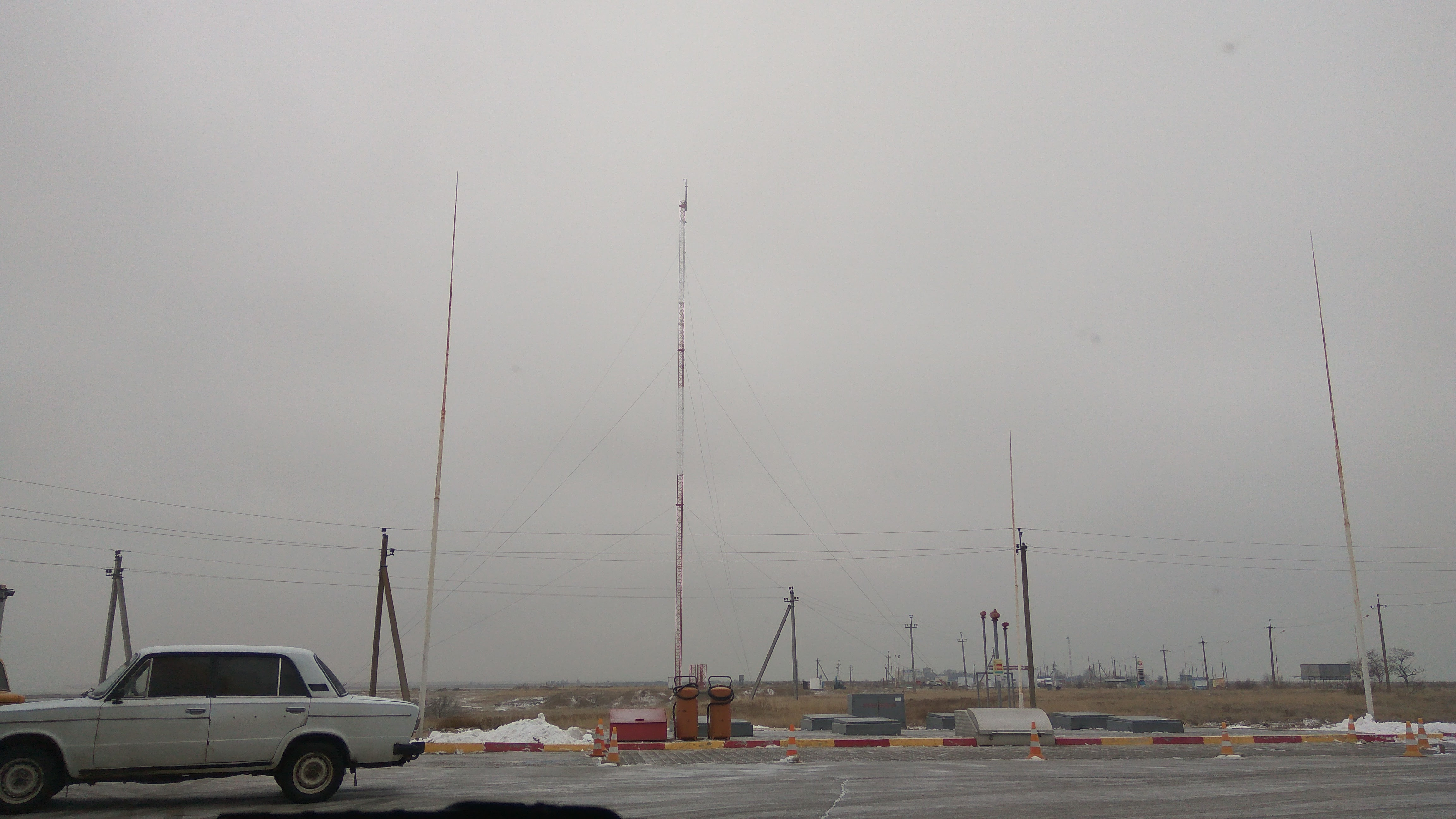
Радиовышка

- Сельский дом культуры

## Религия

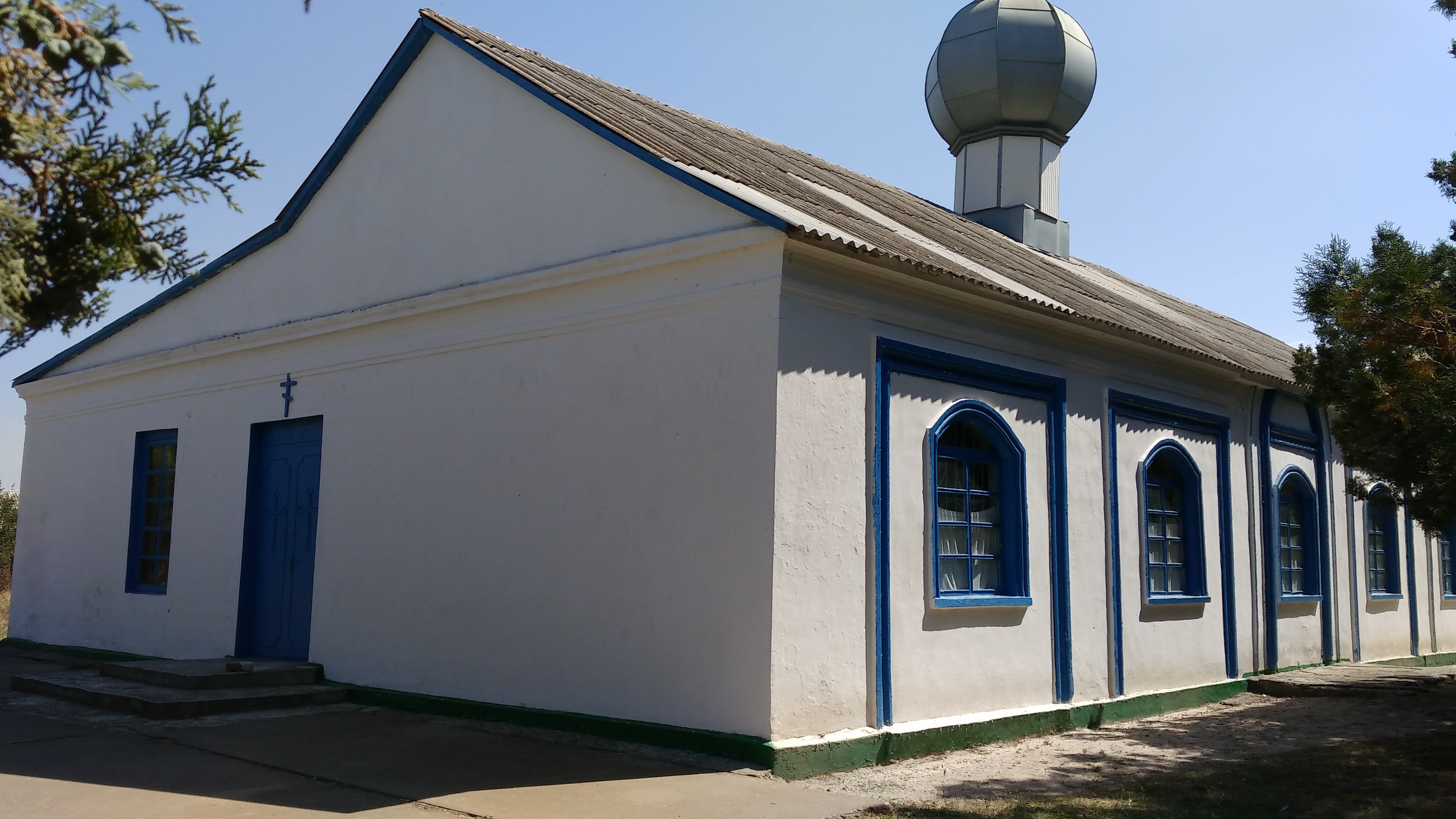
Свято-Ильинская церковь

В Чонгаре действует Свято-Ильинская церковь, которая принадлежит Украинской православной церкви (Московский патриархат). Также есть общины Евангельских христиан-баптистов и Армянской апостольской церкви.

## Памятники

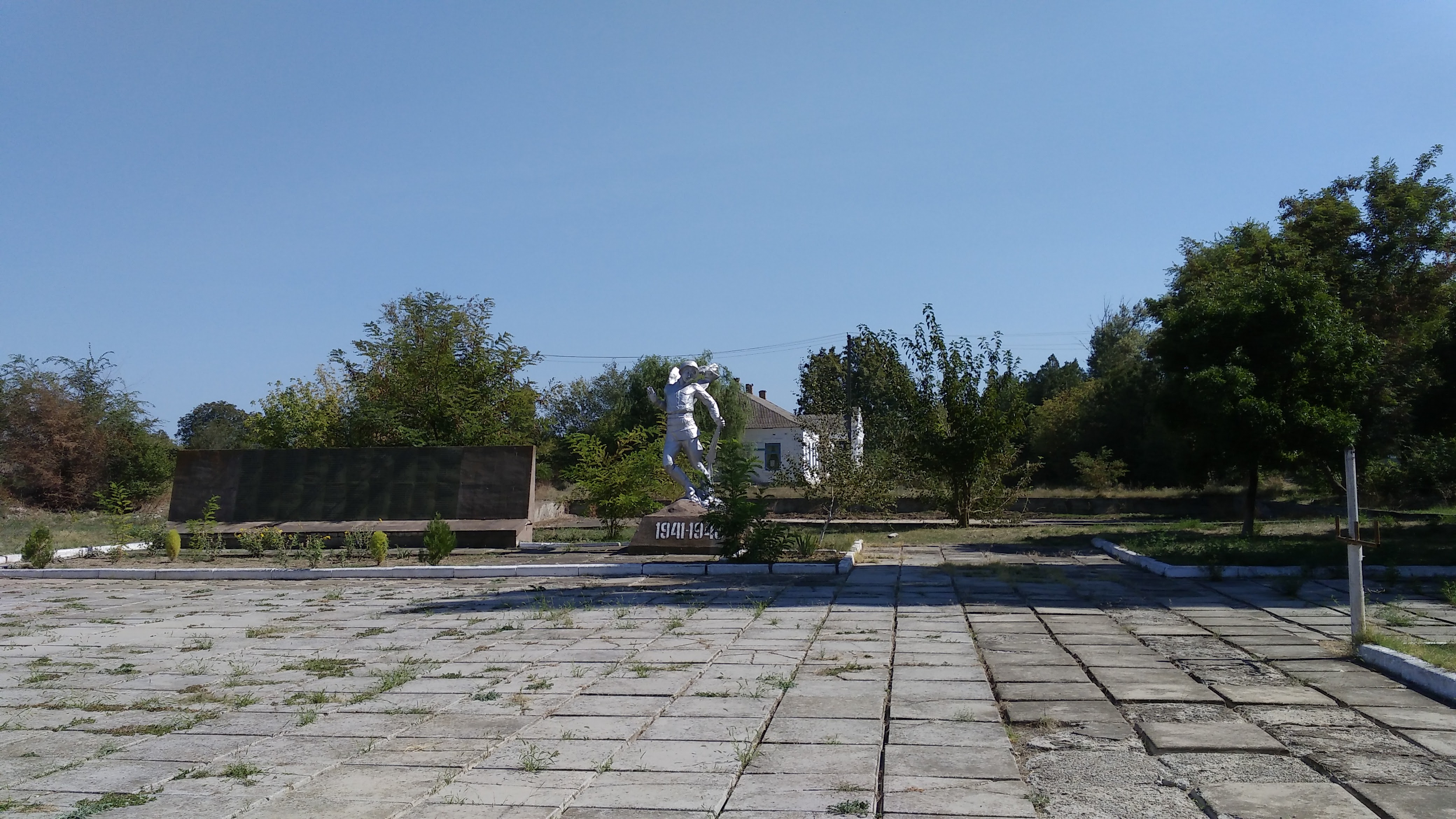
Памятник

- Братская могила воинов Советской Армии и подпольщиков
- Братская могила воинов, погибших в годы гражданской и Великой Отечественной войн
- Группа из двух курганов III—II тысячелетия н. э. высотой 0,5—2,5 метра каждый
- Бюст Героя Советского Союза Сергея Чхаидзе

## Галерея

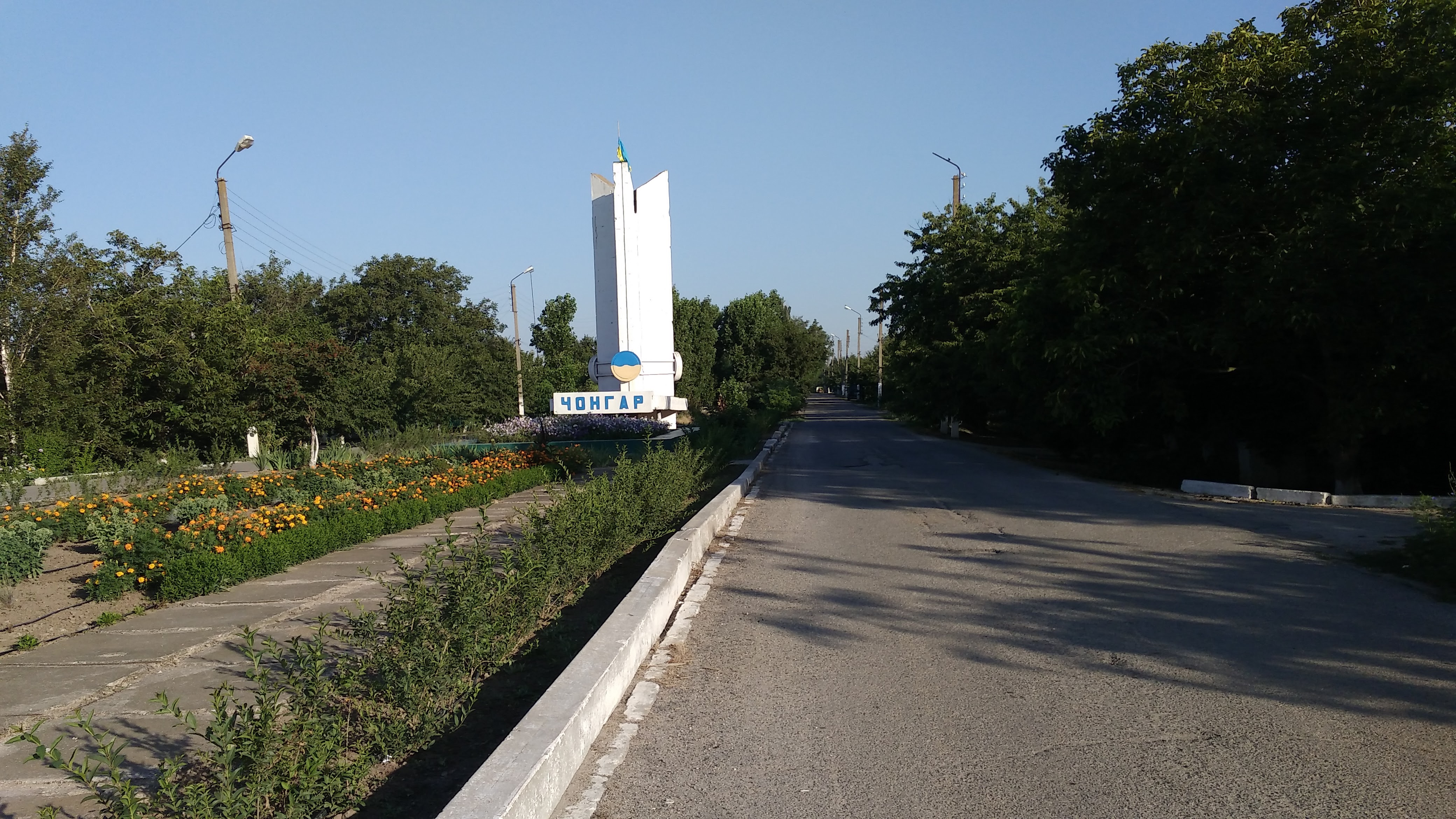
Въезд в Чонгар
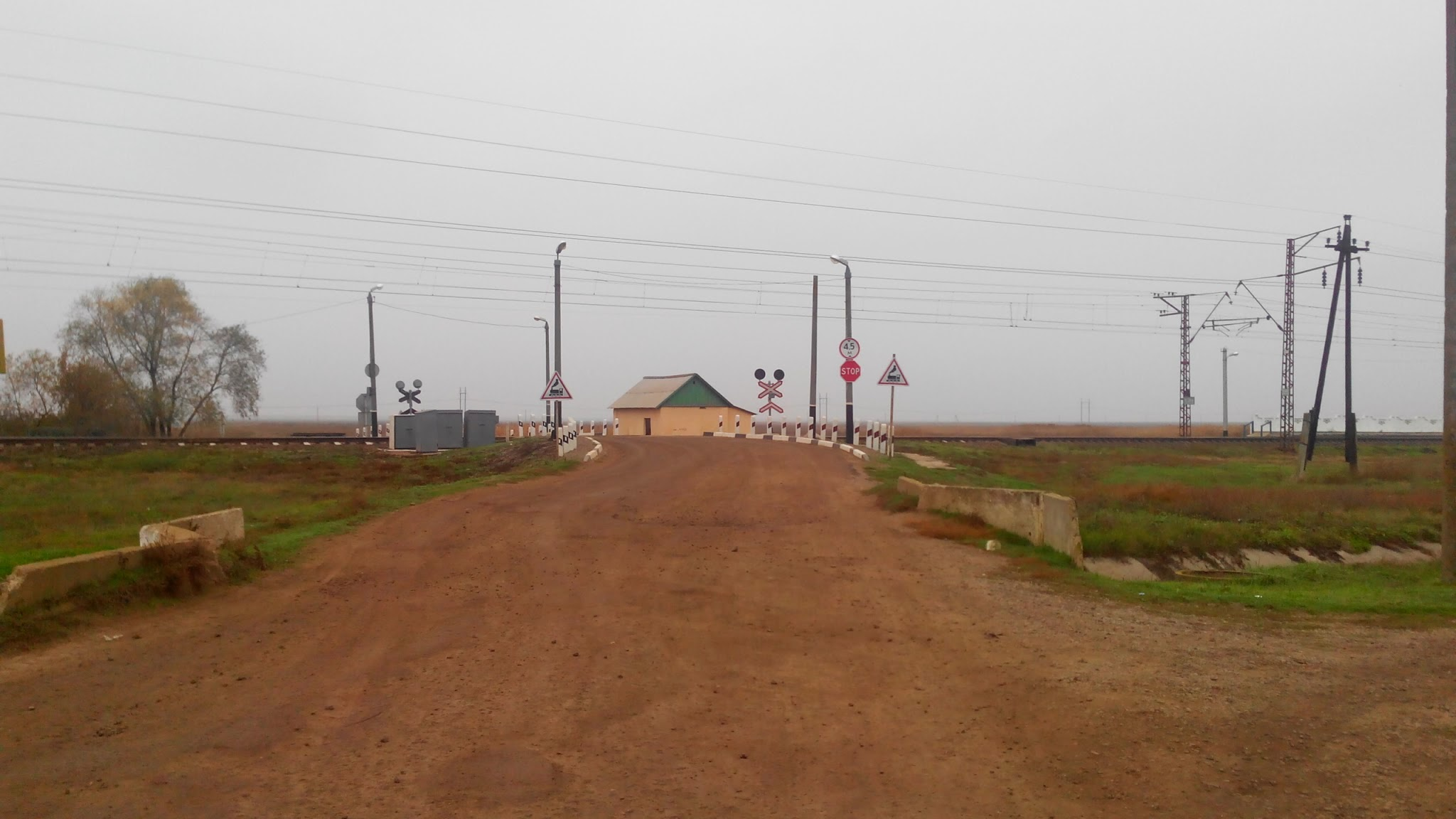
Железнодорожная платформа 1334 км
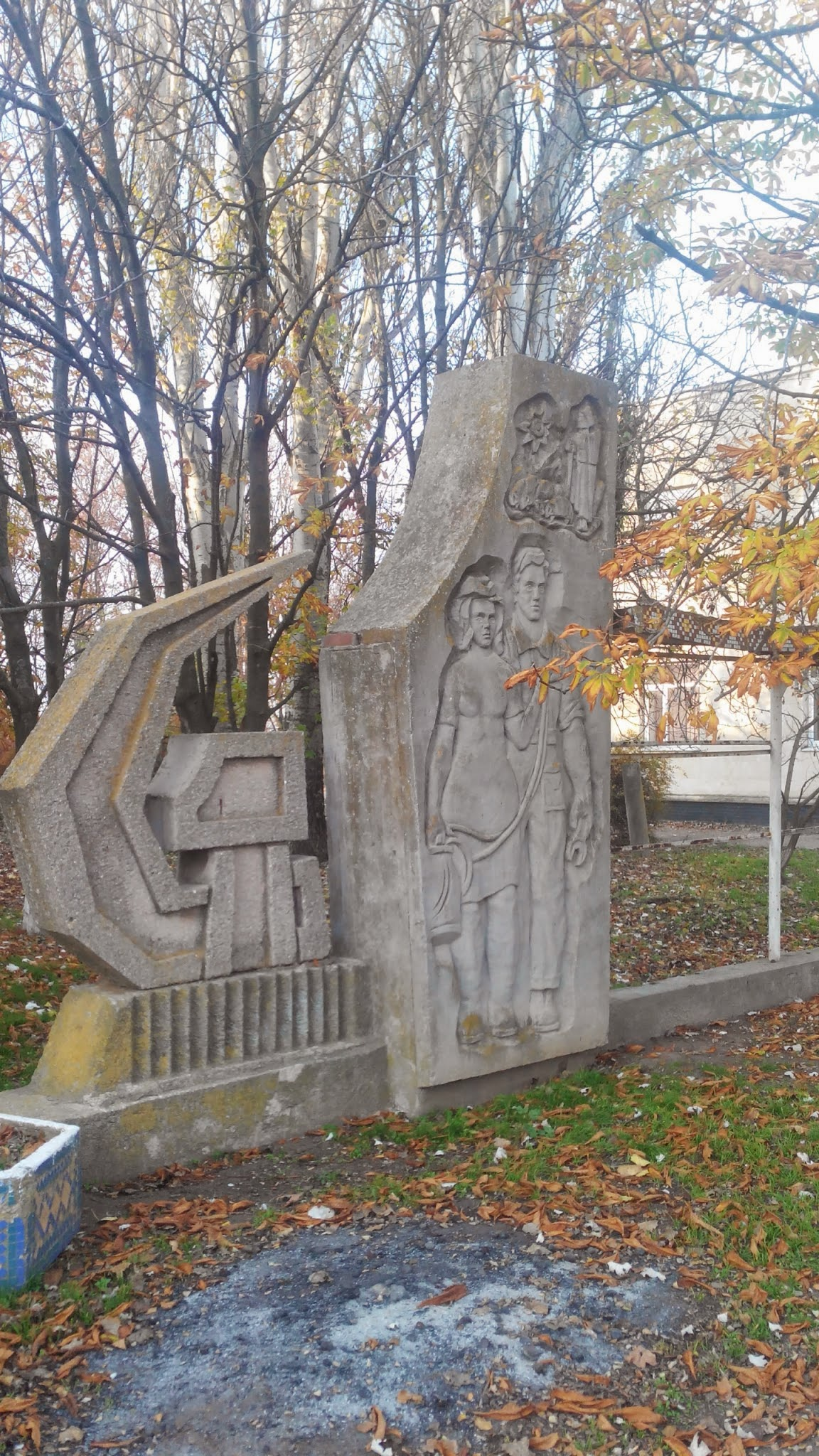
Памятник
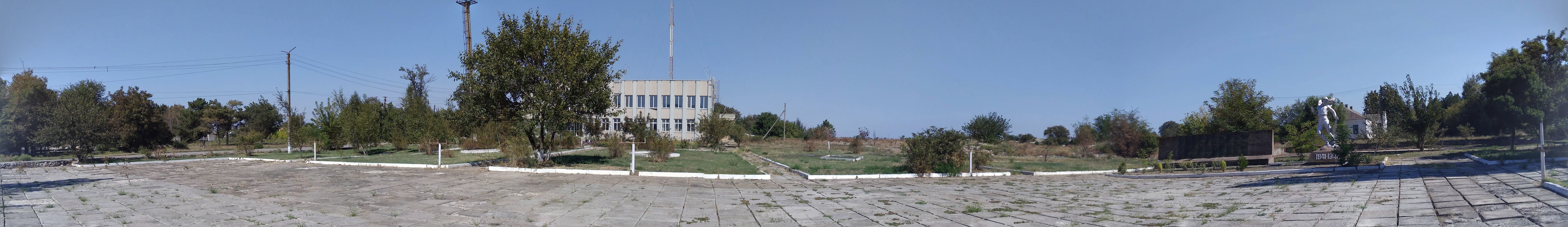
Площадь у здвния Сельского Совета
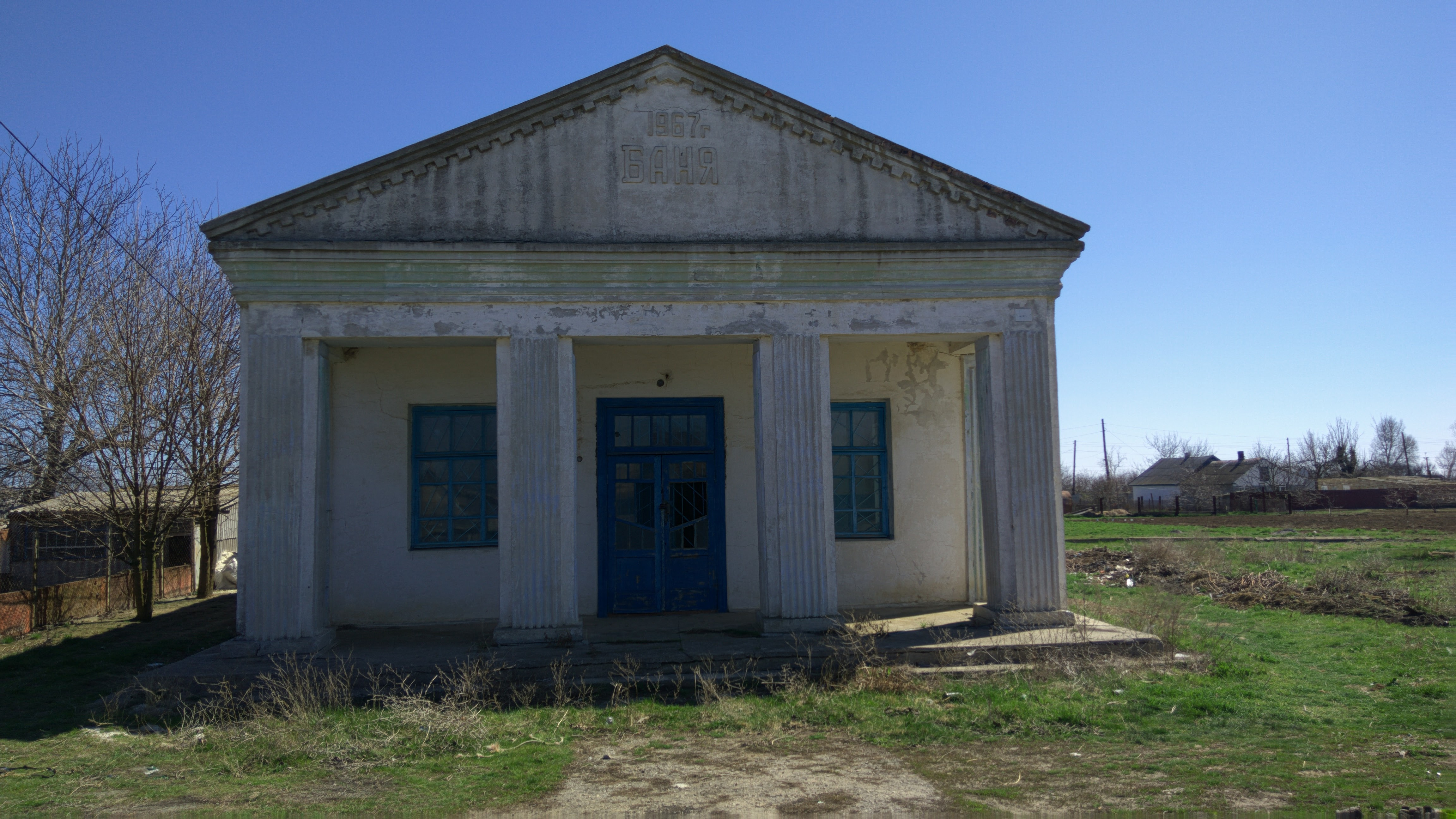
Баня
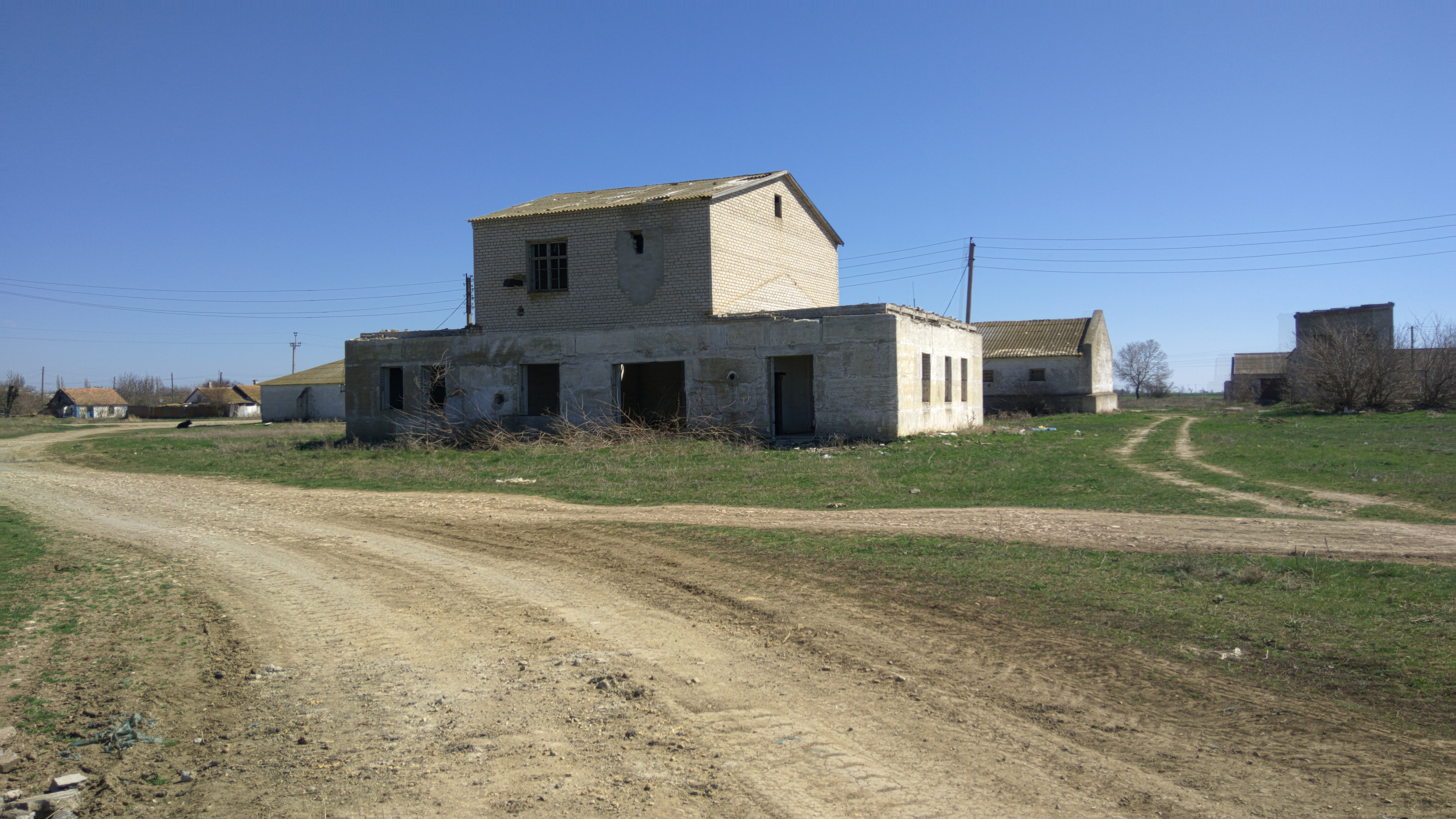
Полуразрушенное здание мельницы
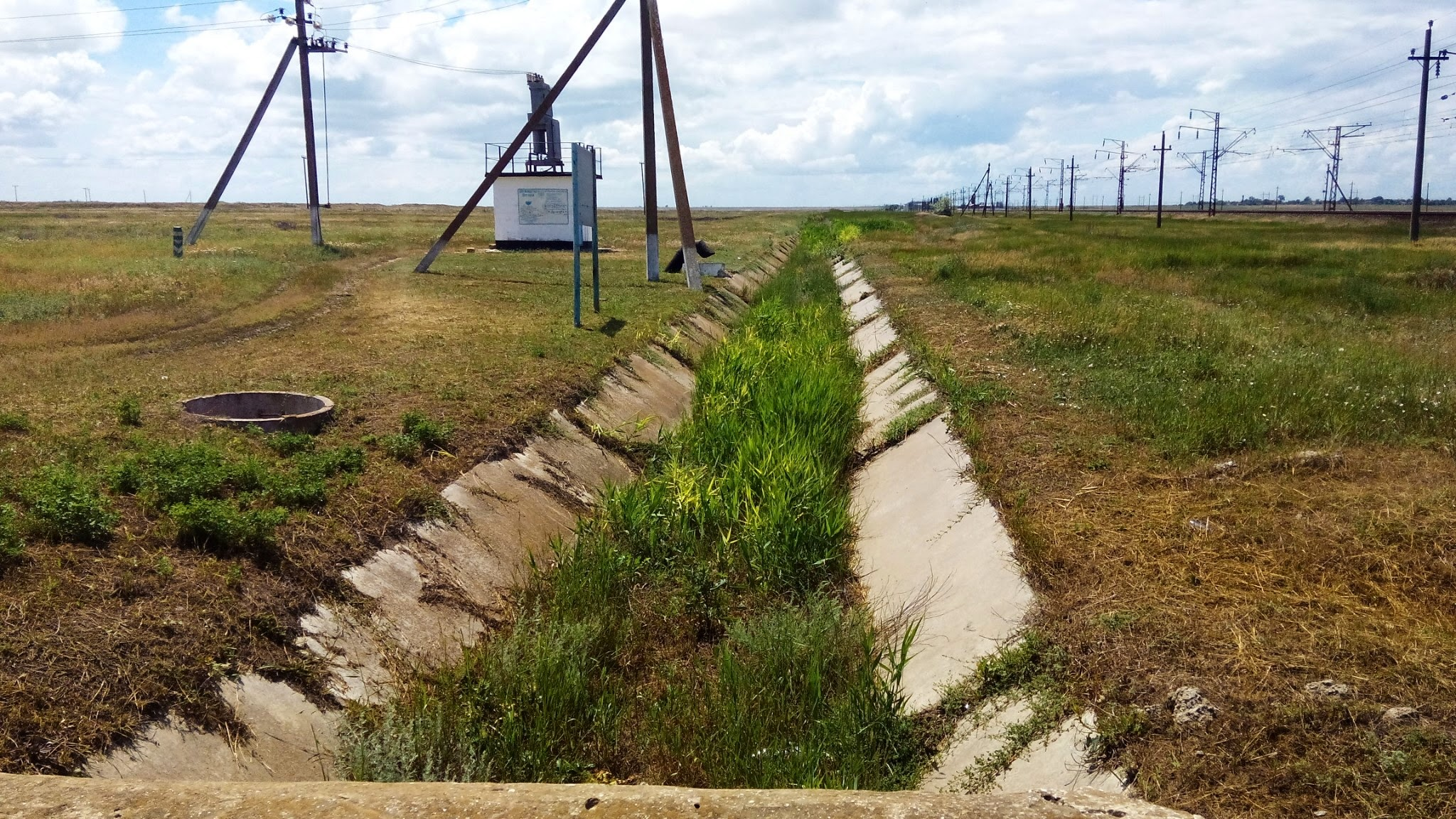
Дренажный канал
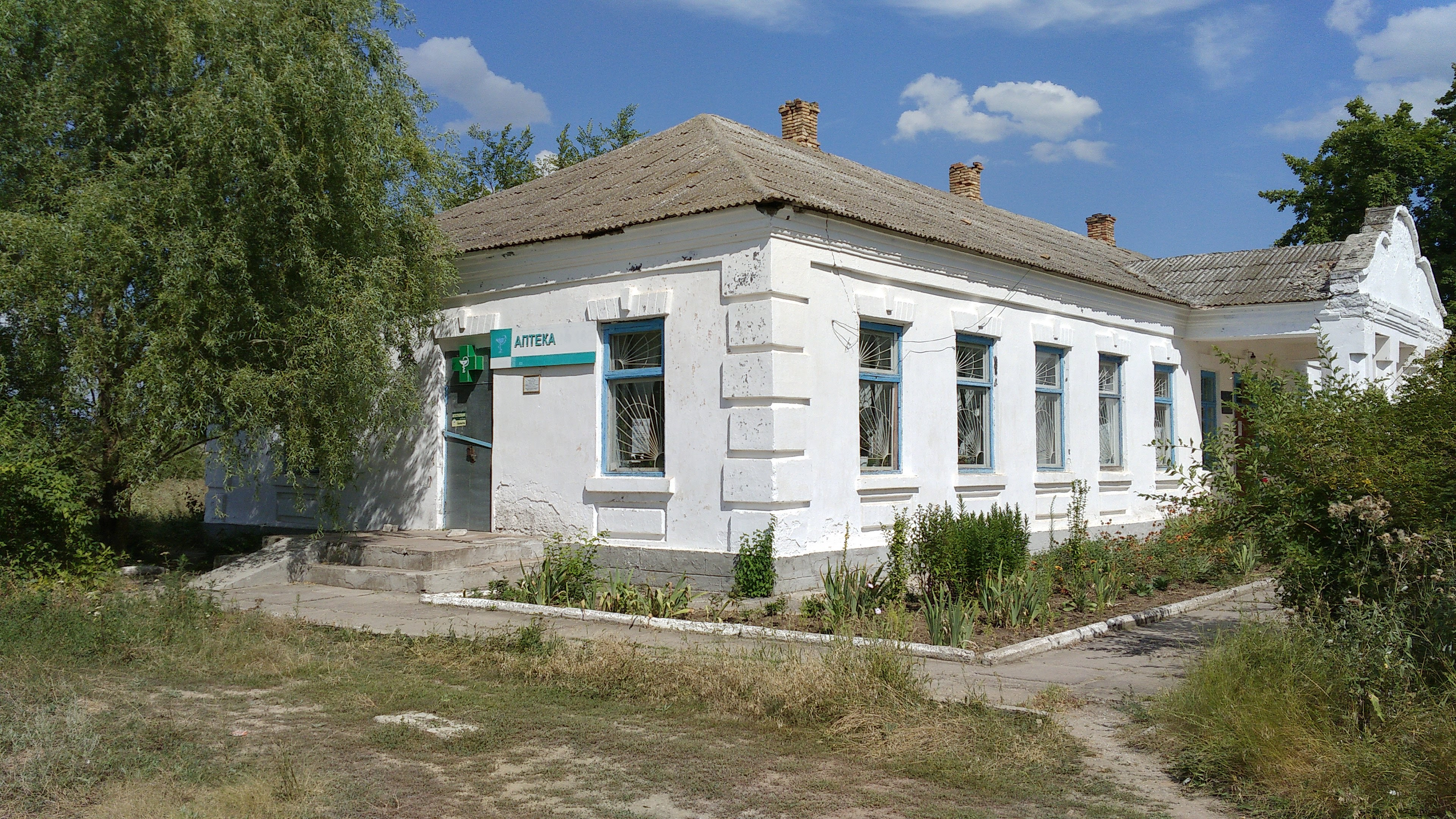
Амбулатория
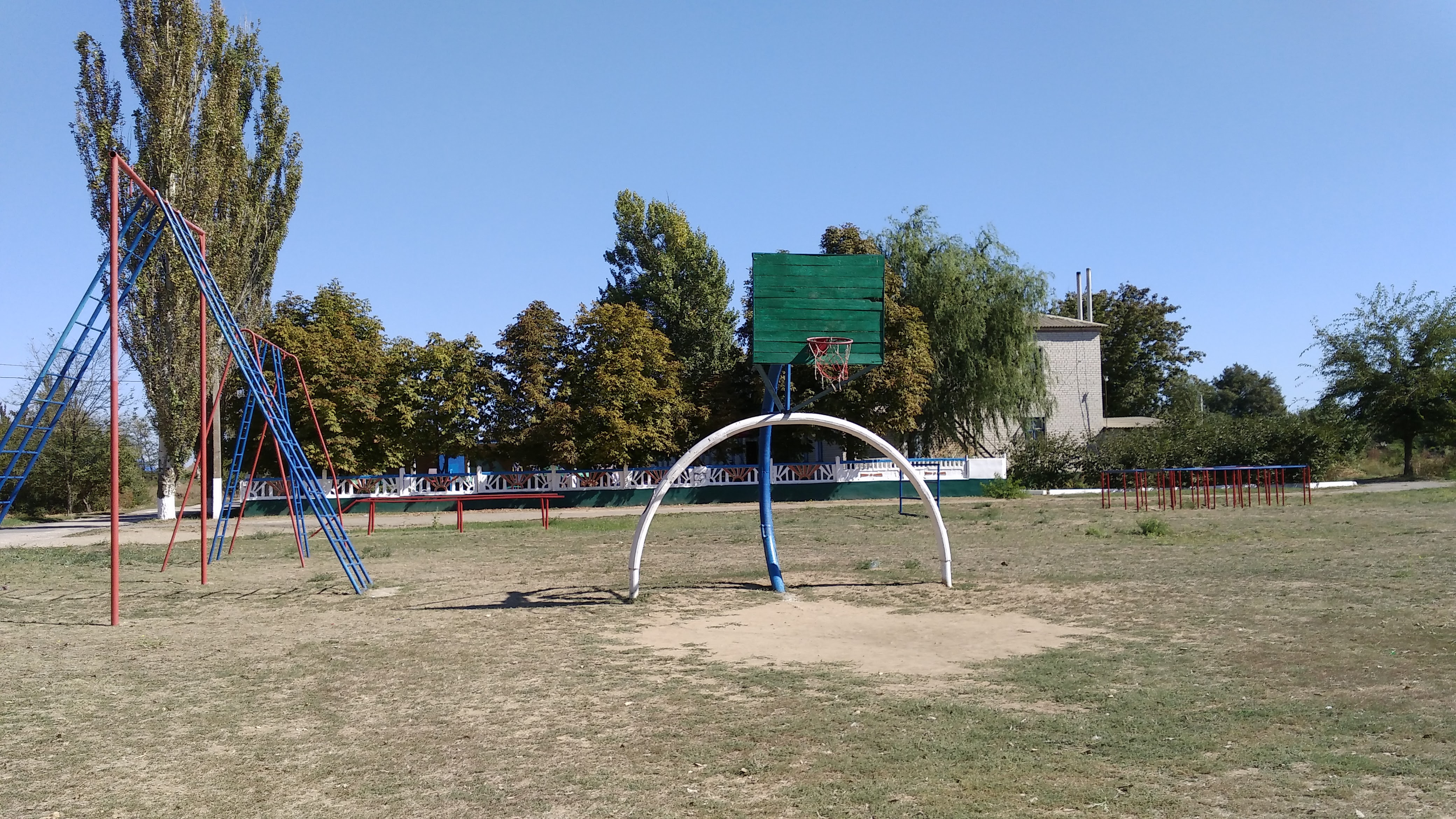
Спортивная площадка
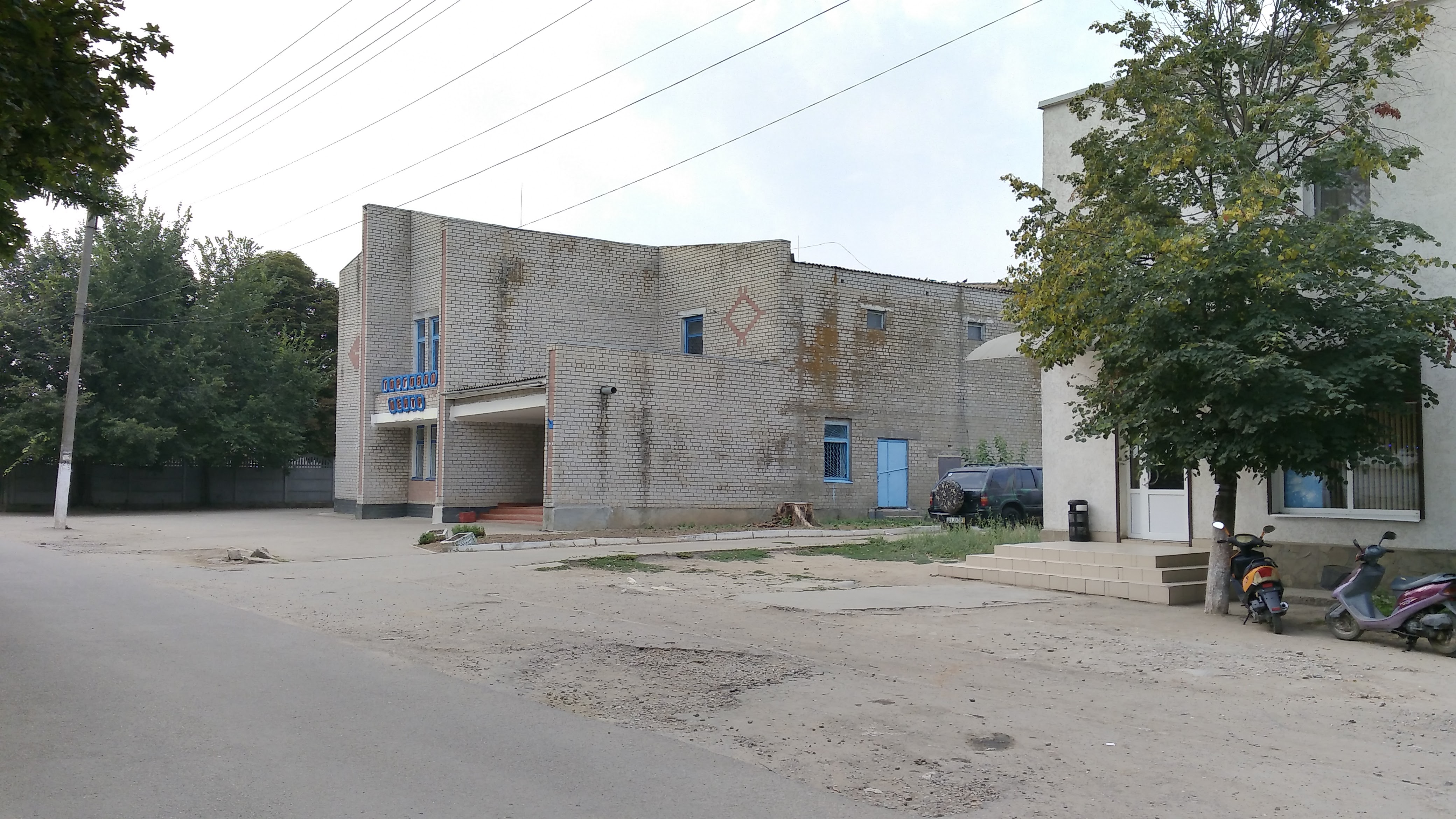
Торговый центр